# فأر شادني اللون
فأر شادني اللون (الاسم العلمي: Mus cervicolor) (بالإنجليزية: Fawn-colored Mouse)‏ هو نوع من الحيوانات يتبع جنس الفأر من الفصيلة الفأرية.